# Здание Волжско-Камского банка (Ростов-на-Дону)
Здание отделения Волжско-Камского банка — здание в Ростове-на-Дону, построенное в начале XX века по проекту А. Н. Бекетова в стиле модерн с элементами классической архитектуры. В советское время в здании размещался Дворец пионеров, ныне это Дворец творчества детей и молодёжи. Здание отделения Волжско-Камского банка имеет статус объекта культурного наследия федерального значения.

## История

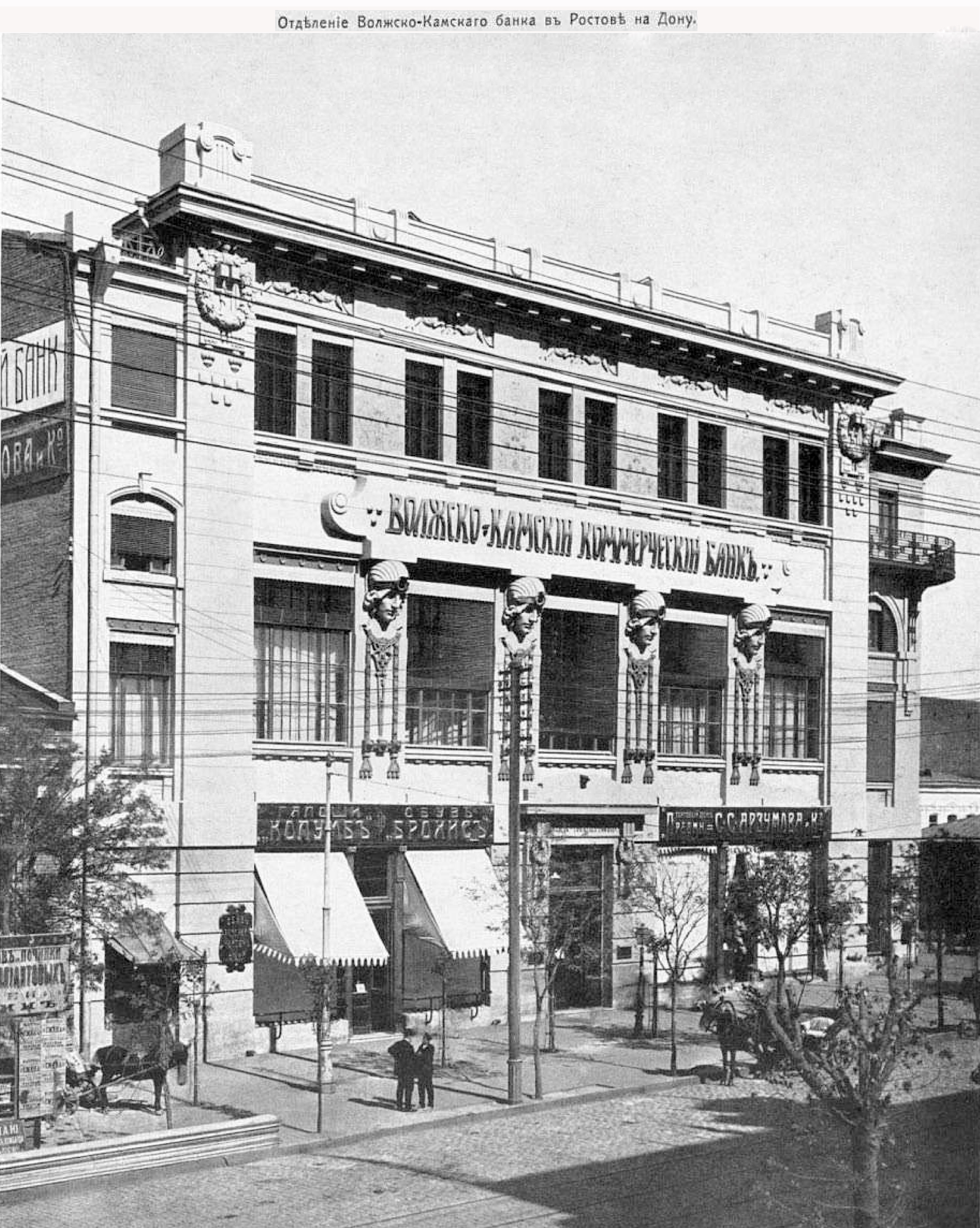
Главный фасад, фото 1910 года

В конце XIX века Волжско-Камский банк был одним из крупнейших в России. В 1892 году банк открыл своё отделение в Ростове. Первое время банк арендовал помещения. До 1897 года он размещался в доме купца и гласного городской думы Ященко, затем — в доме купца Генч-Оглуева. Для строительства собственного здания отделения банка был приглашён харьковский архитектор Алексей Николаевич Бекетов. Строительство здания велось в 1906—1909 годах. На первом этаже расположились торговые помещения, остальные этажи занимал банк. Санкт-Петербургский журнал «Зодчий» в 1910 году писал о Волжско-Камском банке как об удачном примере официального здания в стиле модерн.
После прихода советской власти здание было национализировано, но не утратило своего назначения. Согласно справочнику 1925 года, там размещалась Северо-Кавказская краевая контора Государственного банка. 23 мая 1936 года в здании был торжественно открыт Дворец пионеров.
Во время Великой Отечественной войны здание почти не пострадало, разрушена была только часть крыши. В 1947 году здание восстановили под руководством архитектора Л. Ф. Эберга. Во второй половине 1950-х годов были частично утрачены элементы внутреннего убранства.
В 1999 году проводился ремонт фасадов, в ходе которого восстановили утраченные в конце XX века маски атлантов и выполнили надпись «Дворец творчества детей и молодежи» на фирменной вывеске. Около главного входа отреставрировали небольшую сохранившуюся историческую надпись «Волжско-Камский банк». Были восстановлены некоторые детали штукатурного декора.
На фасаде здания в 1974 году была установлена мемориальная доска с надписью: «В 1934, 1936 годах город Ростов посетил писатель Аркадий Гайдар. В этом здании летом 1936 г. он выступал перед пионерами и школьниками».

## Архитектура
Четырёхэтажное здание имеет угловую асимметричную в плане конфигурацию, продиктованную формой участка. Главный фасад выходит на Большую Садовую улицу. Первый этаж предназначался для торговых помещений. Выше расположен двусветный операционный зал. Вертикальное членение парадного фасада подчёркивают крайние лопатки, большие окна на первом этаже и двухъярусные окна операционного зала. Эти окна разделены четырьмя пилонами с горельефными масками, которые «поддерживают» фирменную вывеску банка. Фасад завершён большим нависающим карнизом, над которым располагается парапет с тумбами.
Рустовка первого этажа, карниз и арочный вход — это элементы, позаимствованные из классической архитектуры. В то же время лепной декор фасада, аттик, форма окон и балконов свидетельствуют о принадлежности здания к стилю модерн.